# Resultados do Carnaval de Pelotas em 2015
Resultados do Carnaval de Pelotas em 2015. As escolas de samba do grupo especial, General Telles, Estação Primeira do Areal, Imperatriz da Zona Norte e Unidos do Fragata desfilaram apenas de forma participativa, sem avaliação.

## Escolas mirins
| Colocação | Entidade                 | Pontos | Ref.        |
| --------- | ------------------------ | ------ | ----------- |
| 1º        | Mocidade do Simões Lopes | 158,5  | [ 2 ] [ 3 ] |
| 2º        | Explosão do Futuro       | 156,9  | [ 2 ] [ 3 ] |
| 3º        | Ramirinho                | 155,1  | [ 2 ] [ 3 ] |
| 4º        | Brilho do Sol            | 154,7  | [ 2 ] [ 3 ] |
| 5º        | Acadêmicos da Lagoa      | 153    | [ 2 ] [ 3 ] |
| 6º        | Águia de Ouro            | 149,1  | [ 2 ] [ 3 ] |

## Bloco infantil
| Col. | Entidade     | Pontos | Ref.        |
| ---- | ------------ | ------ | ----------- |
| 1º   | Pica-Pau     | 96,6   | [ 2 ] [ 3 ] |
| 2º   | Águia Branca | 95,9   | [ 2 ] [ 3 ] |
| 3º   | Super Pateta | 94,6   | [ 2 ] [ 3 ] |